# Tweede rubberhausse
De Tweede rubberhausse in Brazilië was een periode van grote economische expansie tijdens de Tweede Wereldoorlog, waarin het Amazonegebied opnieuw werd ontgonnen ten behoeve van de oorlogsindustrie in de Verenigde Staten. Deze hoogconjunctuur werd ingeleid door de Washington-akkoorden die voor Brazilië het begin van de Tweede Wereldoorlog zijn. Dit resulteerde in een grootschalige export van latex die bekendstaat als de batalha da borracha ("rubberveldslag").
Behalve van latex werd Brazilië tevens leverancier van de strategische en belangrijke ertsen voor de Amerikaanse wapenindustrie, niet alleen rubber, maar ook ertsen als bauxiet, koper, kwarts, magnesium, mica, nikkel, tin, wolfraam en zink.

## Achtergrond
In 1942 hadden de Verenigde Staten de toegang tot het Verre Oosten, en meer specifiek de rubberplantages van Maleisië en Indonesië, verloren en rubber was dringend nodig voor de wapenindustrie. Maar omdat in Brazilië na het einde van de Eerste rubberhausse en de hevige concurrentie uit Zuidoost-Azië de plantages grotendeels waren opgegeven, heerste er een groot gebrek aan arbeiders voor de arbeidsintensieve rubberverbouw. In Washington D.C. was men van mening dat met een flinke kapitaalinjectie en een straffe organisatie de rubber- en ertsproductie van Brazilië dit gat kon stoppen.

## Rubbersoldaten
De plotselinge enorme vraag had een groot effect op de Braziliaanse economie, geld stroomde het land binnen en mijnbouwfirma's zoals Companhia Siderúrgica Nacional (CSN) en de Companhia Vale do Rio Doce (CVRD) werden opgericht om de exploitatie van de bodemschatten ter hand te nemen.
De productie van rubber was echter het meest problematisch. Omdat het tappen van rubber handmatig moet gebeuren, waren er heel snel grote aantallen arbeiders nodig. Daarom werd de SEMTA opgericht. In 1943 stelde de Estado Novo toetreding tot deze organisatie verplicht. Naast deze organisatie werd een heel netwerk van banken, firma's en staatsorganisaties opgezet om de bevoorrading en financiering van de ontwikkeling van het Amazonebekken in goede banen te leiden. Steden als Manaus en Belém groeiden als kool en de regio beleefde een ongekende economische bloei.
De SEMTA opereerde vanuit Fortaleza, de hoofdstad van de deelstaat Ceará in het door droogte getroffen noordoosten en wierf arbeiders om naar het Amazone-gebied te verhuizen.
Iedere migrant die vrijwillig een contract tekende met SEMTA kreeg een klein loon tijdens het transport en zestig procent van de winst die zijn rubber opbracht. Ze werden standaard uitgerust met onder andere nieuwe kleren, bord en bestek, een net en een slof Colomy sigaretten en kregen een speciale behuizing, onder strikt militair toezicht. Eenmaal aangekomen in het Amazonegebied bleek deze belofte echter loos en werd het loon niet uitbetaald.
De meesten werden echter onder dwang naar het oerwoud getransporteerd om rubber te tappen. Ze werden soldados da borracha genoemd, "rubbersoldaten", en deelname werd als een patriottische plicht voorgesteld.
Het werk was zwaar, gevaarlijk en ongezond. Kort na middernacht stonden de "rubbersoldaten" op en marcheerden soms urenlang door de jungle om rubberbomen van nieuwe kerven te voorzien en later op de dag de oogst op te halen die zich in de bekertjes verzameld had.
Naar schatting 30.000 mensen stierven en werden in het Amazonegebied achtergelaten. Ze stierven aan ziekten zoals malaria, gele koorts, beriberi, hepatitis en verschillende parasieten, aan aanvallen door jaguars, slangen of schorpioenen en uitputting en werden in het oerwoud begraven. Velen kregen geen toestemming Amazonia te verlaten, of hadden er de middelen niet voor en waren gedwongen in Amazonia te blijven.
Het geheel werd betaald door de International Rubber Company die door de Verenigde Staten werd gefinancierd. Voor iedere arbeider die in het Amazone werd afgeleverd, werd $ 100 betaald.